# Stauronema platense
Stauronema platense är en svampart som först beskrevs av Speg., och fick sitt nu gällande namn av Syd., P. Syd. & E.J. Butler 1916. Stauronema platense ingår i släktet Stauronema, divisionen sporsäcksvampar och riket svampar.   Inga underarter finns listade i Catalogue of Life.